# آرتور جاوادیان
آرتور یوریی جاوادیان (ارمنی: Արթուր Յուրիի Ջավադյան؛  زادهٔ ۲۲ آوریل ۱۹۶۴) اقتصاددان، سیاستمدار اهل ارمنستان است که از تاریخ ۱۱ ژوئن ۲۰۰۸ تا تاریخ ۱۵ ژوئن ۲۰۲۰ سمت ریاست بانک مرکزی ارمنستان را برعهده داشت.

## زندگی‌نامه
وی در ۲۲ آوریل ۱۹۶۴ در ایروان به دنیا آمد و از دانشگاه ملی علوم کشاورزی ارمنستان فارغ‌التحصیل گشت. همچنین برندهٔ جوایزی همچون نشان آنانیا شیراکاتسی (۲۰۱۱)، نشان مسروپ ماشتوتس (۲۰۱۷)، مدال واچاگان پارسا (۲۰۱۱) و (۲۰۱۵)  شده است.

## یادداشت
1. ↑  ՀՀ կենտրոնական բանկի նախագահ
2. ↑  ՀՀ կենտրոնական բանկի նախագահի տեղակալ
3. ↑  hy:«Հայրենիքին մատուցած ծառայությունների համար» 2-րդ աստիճանի մեդալ